# Casarão da Fazenda Santo Antônio
O Casarão de Santo Antônio é uma construção brasileira datada do século XIX, localizada próximo ao distrito de Urucuia, no município de Esmeraldas (Minas Gerais). Foi tombado pelo município em 1989, mas pelo Instituto do Patrimônio Histórico e Artístico de Minas Gerais (IEPHA) foi tombado desde 25 de agosto de 2004.

## História
O Casarão de Santo Antônio remonta aos tempos coloniais e foi erguido para servir de residência a José Teixeira da Fonseca Vasconcelos, o visconde de Caeté, primeiro presidente da Província de Minas Gerais e também senador, entre os anos de 1826 e 1838.
O Casarão foi construído entre os anos de 1816 e 1822. Esta edificação é um marco histórico importante, pois foi a residência do representante político maior da província, presidente da Província (Governo) das Minas Gerais e um dos políticos de maior influência durante as primeiras décadas do Império. Foi planejado seguindo o requinte e luxo da época e era o local onde o Visconde trabalhava e residia com sua esposa e seus dez filhos.
Durante sua existência, a edificação pertenceu a vários proprietários e a fazenda serviu para diferentes produções agrícolas, como o café, laranja, banana, farinha, polvilho e leite.

## Arquitetura
O Casarão de Santo Antônio representa a casa-sede da Fazenda Santo Antônio e foi erguida seguindo as características coloniais com estilos arquitetônicos de concepções urbanas apuradas. A edificação possui dois pavimentos, com blocos de adobe, com vigas e assoalho em madeira, fachada principal com vãos em cada pavimento e com sacadas guarda-corpo de ferro fundido na parte superior. Uma escadaria com embasamento em pedra dá o acesso ao casarão que apesar de não possuir uma varanda, tem um cômodo interno reservado para a capela.
Seus salões apresentam pinturas decorativas datadas de 1822. Outras pinturas foram adicionadas em 1831, sobrepondo-se às primeiras e que depois foram eliminadas no início do século XX, com novas pinturas datando de 1942.

## Visitação
Visitações guiadas são oferecidas pela administração do Casarão de Santo Antônio. Elas incluem as dependências do palacete e relatam um breve histórico sobre a construção e sobre a trajetória do Visconde de Caeté José Teixeira Da Fonseca Vasconcelos.